# Debra Baptist-Estrada

## Tiểu sử
Debra Baptist-Estrada mang quốc tịch Belize, là một Chỉ huy Cảng tại Cục Nhập cư và Quốc tịch, vốn là một công việc cô đã cống hiến trong 20 năm, tính đến 2016. Năm 2015, cô hợp tác với các quan chức Mỹ để giúp ngăn chặn nạn buôn người và buôn ma túy xuyên quốc gia sang Hoa Kỳ và Châu Âu. Cô đã được tín nhiệm giao nhiệm vụ đến khu vực biên giới phía bắc của Quebec vào năm 2016, và ở đó cô đã thi hành luật di trú từ lâu đã không được áp dụng.

## Giải thưởng
Với hành động và năng lực tuân thủ pháp luật của mình nghiêm túc, vào năm 2016, cô nhận được giải thưởng Phụ nữ can đảm quốc tế. (tiếng Anh: International Women of Courage Award). Giải thưởng đưa cô vào danh sách những phụ nữ can đảm, sẵn sàng hi sinh cho lý tưởng chung, được Bộ Ngoại giao Hoa Kỳ dành trao tặng hàng năm, đặc biệt với lý tưởng sẽ thúc đẩy gia tăng các quyền của phụ nữ trên toàn cầu.
Tại lễ trao thưởng, Bộ Ngoại giao Hoa Kỳ đã tóm tắt tiểu sử của Estrada, họ khen ngợi cô vì đã từ chối hối lộ. “Hối lộ Trong một tổ chức chủ yếu bị chi phối bởi những người đàn ông, 20 năm tại Sở cựu Di Trú, Debra Baptist-Estrada đã liên tục từ chối và các ưu đãi khác để tìm cách khác.” 
Hiện nay, Các tòa đại sứ Hoa Kỳ trên khắp thế giới đêù có quyền đề cử một phụ nữ làm ứng viên, nếu họ xứng đáng với các tiêu chí của Giải thưởng này.